# Roxolana Roslak
Roxolana Roslak  (Роксолана Михайлівна Росляк; * 11. Februar 1940 in Tschortkiw/Oblast Ternopil, USSR) ist eine kanadische Sopranistin ukrainischer Herkunft.

## Leben
Roslak kam als Kind nach Kanada und erhielt 1953 die kanadische Staatsbürgerschaft. Sie hatte den ersten Gesangsunterricht bei J. B. Carmichael, der musikalischen Leiterin der Edmonton Civic Opera Society, und studierte an der Universität Toronto und am Konservatorium der Stadt bei Howell Glynne, Irene Jessner und Ernesto Vinci. 1963 debütierte sie bei der Canadian Opera Comany (COC) als die Modistin in Richard Strauss’ Der Rosenkavalier.
Nach einer Saison an der Covent Garden Opera sang sie 1967 in Toronto die Marguerite in Harry Somers’ Louis Riel. Weitere Rollen bei der COC hatte sie u. a. als Musetta in Puccinis La Bohème (1968), Donna Elvira in Mozarts Don Giovanni (1970), Micaëla in Bizets Carmen (1970, 1979), Agnes Sorel in Tschaikowskis Die Jungfrau von Orléans (1978), die Gräfin Almaviva in Mozarts Le nozze di Figaro (1979) und die Alice Ford in Verdis Falstaff (1982). Regelmäßig wirkte sie auch in Stuart Hamiltons Reihe Opera in Concert mit. 1977 sang sie bei der Premiere von Derek Healeys Oper Seabird Island und 1978 bei deren Kanadatournee die Rolle der indianischen Prinzessin.
Daneben trat Roslak bei Rezitals, in Oratorien und als Solistin mit Sinfonieorchestern auf. 1972 nahm sie als Solistin an der Europatournee des Toronto Mendelssohn Choir teil. Mit dem Pianisten Glenn Gould trat sie 1975 in der Fernsehsendung Musicamera auf, und im Folgejahr entstand mit ihm die mit einem Juno Award ausgezeichnete Aufnahme von Paul Hindemiths Das Marienleben. Weiterhin ist sie u. a. auf Aufnahmen von Somers’ The Fool und Louis Riel und auf den Alben Sacred and Profane Somers und Kuyas von Somers, außerdem mit Werken von Violet Archer, Jean Coulthard und Lothar Klein (Juno Award 1983) und einer Aufnahme von István Anhalts La Tourangelle zu hören.
In der Alice Tully Hall des Lincoln Center debütierte Roslak 1978 mit Liedern von Claude Debussy, Paul Hindemith und Anton Webern (begleitet von Stuart Hamilton), Dmitri Schostakowitschs Romanzen-Suite (mit Patricia Parr, Klavier, Lorand Fenyves, Violine, und Daniel Domb, Cello) aus Auszügen aus Somers’ Louis Riel. 1984 wirkte sie an der Uraufführung von Larysa Kuzmenkos Dr. Faustus und 1985 von Lothar Kleins Of Bells, Birds and Bees (mit Jean McPhail und Stuart Hamilton) und Srul Irving Glicks The Hour Has Come mit.
Seit 1984 unterrichtet Roslak am Konservatorium von Toronto, wo sie Leiterin des Gesangsdepartments wurde. Sie ist Mitglied des Canada Council for the Arts und der National Association of Teachers of Singing und wirkt als Jurorin u. a. an der George London International Vocal Competition mit.